# Активний елемент (електроніка)
Активний елемент або активний компонент електронної техніки (англ. Active Component) — це різноманітні електронні прилади, що розрізняються за принципами дії й призначенням. Вони називаються активними тому, що їхнє функціонування пов'язане зі споживанням енергії від зовнішніх джерел живлення. Як правило, у радіоелектронних пристроях - це електрична енергія. Напруга таких джерел може бути постійною або змінною. Постійною напругою забезпечується живлення анодних і сіткових ланцюгів електровакуумних приладів, емітерних, колекторних та інших ланцюгів транзисторних схем. Цим створюється заданий режим роботи активних приладів. Джерела постійної (високої) напруги використовуються для живлення електронних приладів надвисоких частот, телевізійних і осцилографічних трубок. Джерела змінної напруги застосовуються для підігріву катодів електровакуумних приладів, перетворювачів напруги, випрямлячів.
Типовим активним компонентом є генератор, транзистор або інтегральна схема. Неактивний компонент називається пасивним компонентом. Він споживає енергію і не має можливості підвищити потужність. Основні пасивні компоненти включають конденсатори, резистори та індуктори.

## Властивості
Для активних компонентів характерні специфічні властивості, завдяки яким можливе створення генераторів коливань, підсилювачів потужності, модуляторів, пристроїв обробки сигналів та ін. Серед цих властивостей треба насамперед відзначити властивості невзаємності й нелінійності.
Щоб зрозуміти властивість невзаємності, уявимо, що активний елемент відіграє роль керованого електричного клапана, що дозує надходження у вихідний ланцюг електричної енергії, але не від вхідного керуючого джерела, а від зовнішнього джерела постійної напруги. При цьому витрата енергії на керування істотно менше керованої енергії (від джерела постійної напруги). 
Властивість нелінійності пов'язують з непропорційністю вихідного ефекту вхідному впливу – кілька окремих одночасних впливів викликають ефект, нееквівалентний сумі окремих ефектів. Властивість нелінійності використовується при створенні пристроїв, що перетворять форму коливань (наприклад, детекторів, перетворювачів частоти, модуляторів).

## Структурний поділ
Усі активні елементи поділяють на дискретні прилади й інтегральні схеми (ІС).
Серед дискретних елементів радіоелектронної апаратури виділяють: електровакуумні прилади (ЕВП) з високим розрідженням повітря в балоні (залишковий тиск – приблизно 10-6 Па); газорозрядні прилади (ГРП) (найчастіше балон, заповнений інертним газом під тиском – від часток до тисяч паскалів залежно від призначення приладу); напівпровідникові прилади (НПП).
Особливою групою активних приладів є інтегральні схеми (ІС) – мікроелектронні вироби, що виконують певну функцію перетворення й обробки сигналів і мають високу щільність електрично з'єднаних елементів. Схемне й конструктивне об'єднання великої кількості елементів в одному кристалі, тобто їх «інтеграція», привело до появи терміна «інтегральні» схеми (точніше й логічніше було б назвати їх «інтегрованими ланцюгами»). Одна ІС може містити від сотень до мільйонів елементів. За конструктивно-технологічними ознаками ІС поділяють на напівпровідникові й гібридні.

## Перелік
Цей список є не повним. Запрошуємо доповнити його.

### Транзистори
- Польові транзистори (англ. FET):
  - МОН (метал-оксид-напівпровідник) транзистор  (англ. MOSFET):
    - МОН транзистор з затвором p-типу (англ. PMOS (p-type MOS));
    - МОН транзистор з затвором n-типу (англ. NMOS (n-type MOS));
    - Комплиментарний МОН (англ. complementary MOS);
    - Силові МОН транзистори (англ. Power MOSFET):
      - Горизонтальний МОП-транзистор, виготовлений методом подвійної дифузії (англ. LDMOS(lateral diffused MOSFET));

    - Мультизатворний польовий транзистор (англ. MuGFET (multi-gate field-effect transistor)):
      - Полові транзистори з fin-затвором (англ. FinFET (fin field-effect transistor));

    - Тонкоплі́вковий транзи́стор (англ. TFT (thin-film transistor));

  - Половий транзистор з керуючим  p-n переходом (англ. JFET (junction field-effect transistor)):
    - Статиноіндукований транзистор (англ. SIT (static induction transistor));

  - Метал-напівпровідник польовий транзистор (англ. MESFET (metal semiconductor FET));
  - Транзистор з високою рухливістю електронів (англ. HEMT (high-electron-mobility transistor));
- Композитні транзистори: 
  - Біполярний комплиментарний МОН транзистор (англ. BiCMOS (bipolar CMOS));
  - Біполярний транзистор із ізольованим затвором (англ. IGBT (Insulated-gate bipolar transistor));
- Інші типи транзисторів: 
  - Біполярний транзистор (англ. BJT, or simply "transistor"):
    - Фототранзистор або фотодетектор;

  - Транзистор Дарлінгтона:
    - Фототранзистор Дарлінгтона;

  - Пара Шиклаї;

### Тиристори
- Тиристор (англ. Silicon-controlled rectifier (SCR));
- Тріак (англ. TRIAC (TRIode for Alternating Current));
- Одноперехідний транзистор (англ. Unijunction transistor (UJT));
- Програмований однопровідниковий транзистор (англ. Programmable Unijunction Transistor (PUT));
- Статичноіндукований тиристор (англ. SITh (static induction thyristor));

### Діоди
- Випрямляючий діод, діодний міст;
- Діод Шоткі;
- Діод Зенера або стабілітрон;
- Трансил, супрессор, TVS-діод (TVS), однополярний або біполярний;
- Варікап, варактор;
- Лазерний діод;
- Світлодіод (LED);
- Фотодіод:
  - Лавинний фотодіод;
  - Сонячна комірка, фотоелектрична комірка, фотомагнітна батарея або панель;
- Діак (DIAC), тригерний діод (SIDAC);
- Діод постійного струму;
- Тунельний діод;

### Інтегральні схеми
- Інтегральна схема або мікросхема (англ. ІС):
  - МОН інтегральна схема англ. MOS (IC MOS);
  - Гібридна інтегральна схема (англ. hybrid ІС);
  - Інтегральна схема змішаного сигналу;
  - Тривимірна інтегральна схема (англ. 3D IC);
- Цифрова інтегральна схема;
- Аналогова інтегральна схема:
  - Датчик Холла;
  - Датчик струму;

### Оптоелектричні пристрої
- - Оптоізолятор, оптопара, фотопара, твердотільне реле (англ. SSR)
  - Оптичний перемикач, оптичний вимикач;
  - Дисплей світлодіодний;

### Пристрої відображення
- Індикатор на лампах розжарювання;
- Вакуумно-люмінесцентний індикатор (англ. VFD);
- Електронно-променева трубка (англ. CRT);
- Рідкокристалічний дисплей;
- Неоновий 7-сегментний дисплей;
- Світлодіодний індикатор;
- Перекидне табло (англ. split-flap display);
- Плазмовий дисплей;
- Світлодіодний дисплей (англ. OLED);
- Мікросвітлодіодний дисплей (англ. mOLED);
- 7-сегментний дисплей з лампами розжарювання;
- Газорозрядний індикатор;
- Декатрон;
- Магічне око індикатор;
- Пенетрон;

Вакуумні лампи
- Діод
- Підсилювачі:
  - Тріод
  - Тетрод
  - Пентод
  - Гексод
  - Пентагрид
  - Октод
  - Лампа біжної хвилі
  - Клістрон
- Осцилятори:
  - Магнетрон
  - Клістрон
  - Канцеротрон
- Лампа фотодіод - ламповий еквівалент напівпровідникового фотодіоду
- Лампа фотопомножувач
- Рентгенівська лампа

Газорозрядні пристрої
- Газова розрядна трубка;
- Ігнітрон;
- Тиратрон;
- Ртутний випрямляч;
- Трубка регулятора напруги;

Джерела живлення
- Акумулятор;
- Паливна камера;
- Блок живлення;
- Сонячна панель;
- Термоелектричний генератор;
- Електричний генератор;
- П'єзоелектричний генератор;
- Генератор Ван де Граафа;